# Зёргенлох
Зёргенлох (нем. Sörgenloch) — община в Германии, в земле Рейнланд-Пфальц. 
Входит в состав района Майнц-Бинген. Подчиняется управлению Нидер-Ольм.  Население составляет 1187 человек (на 31 декабря 2010 года). Занимает площадь 2,43 км².

## Фотографии

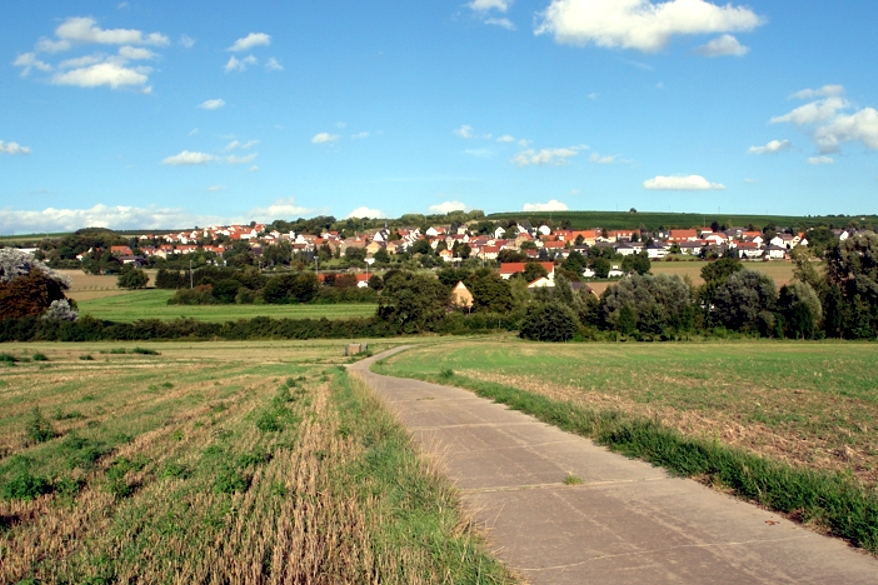
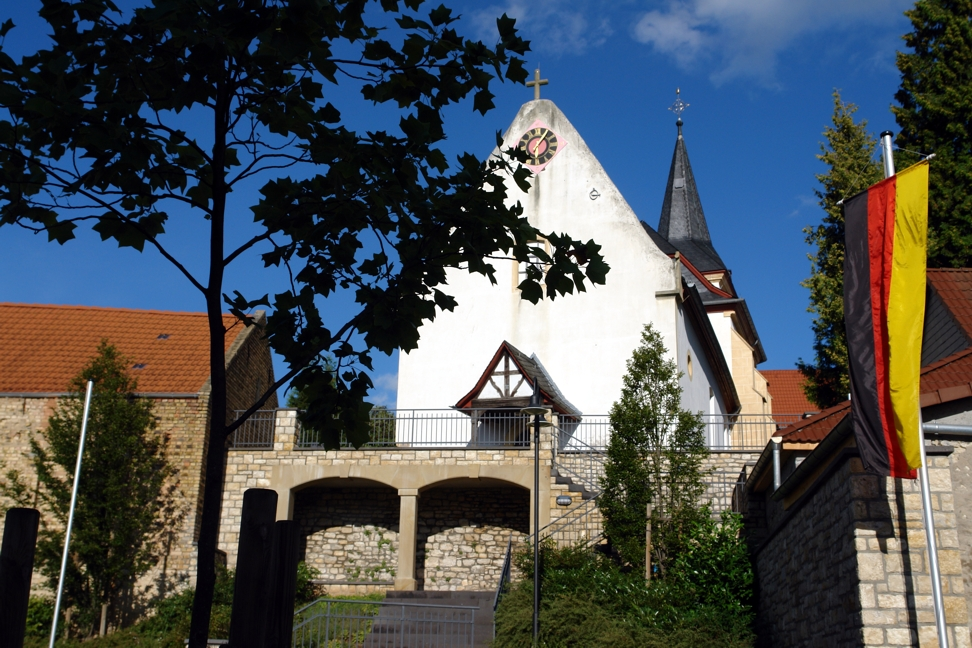
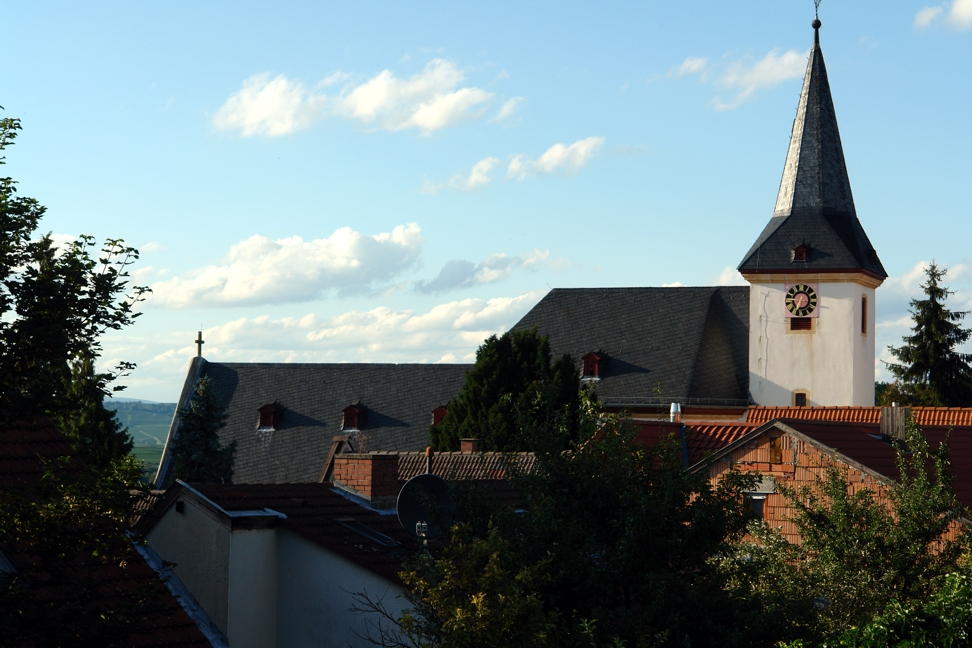